# Gloria Stuart
Gloria Frances Stewart (4. srpnja 1910. – 26. rujna 2010.) je bila američka kazališna, televizijska i filmska glumica. Najpoznatija je po ulozi 101-godišnjakinje Rose u američkom filmu Titanic.

## Vanjske poveznice
- Gloria Stuart u internetskoj bazi filmova IMDb-u (engl.)